# Valeriana alypifolia
Valeriana alypifolia är en kaprifolväxtart. Valeriana alypifolia ingår i släktet vänderötter, och familjen kaprifolväxter.

## Underarter
Arten delas in i följande underarter:
- V. a. alypifolia
- V. a. argenteomarginata